# Dušan Domović Bulut
Dušan Domović Bulut, conosciuto come Mr Bulluproof (in serbo Душан Домовић Булyт?; Novi Sad, 23 ottobre 1985), è un ex cestista serbo.

## Carriera
Playmaker di 191 cm, ha vinto i campionati mondiali 2012 e la Coppa del Mondo 3x3 2017 con la Serbia.
Con i Novi Sad Al Wahda, ha vinto tre volte il FIBA 3x3 World Tour (2014, 2015 e 2018), di cui due con il titolo di mvp delle finali: nel 2015 e nel 2018. Inoltre, ha conquistato tre titoli di giocatore più spettacolare al World Tour: nel 2016, 2018 e 2019.
Nel basket 5 contro 5 ha militato soprattutto nella seconda divisione del proprio paese.

## Palmarès

### Club 3x3
- FIBA 3x3 World Tour: 4

Novi Sad: 2014
Novi Sad Al-Wahda: 2015, 2018, 2019

### Individuale 3x3
- MVP Campionati mondiali di pallacanestro 3x3: 2

2016, 2018
- MVP FIBA 3x3 World Tour: 2

2015, 2018
- Giocatore serbo 3x3 dell'anno: 1

2019